# Памятник Ленину (Саратов)
Памятник Владимиру Ильичу Ленину на площади Революции в Саратове (скульптор — Кибальников А. П., архитектор — Менякин Ю. И.).
Памятник Владимиру Ильичу Ленину на площади Революции (Театральной) в Саратове сооружён по Постановлению ЦК КПСС и Совета Министров СССР в ознаменование 100-летия со дня рождения В. И. Ленина — вождя мирового пролетариата, основателя Коммунистической партии и Советского государства. (В Саратове уже был памятник Ленину — на площади Ленина, 3-я Дачная). Торжественное открытие памятника состоялось 17 апреля 1970 года, накануне 100-летия со дня рождения В. И. Ленина. Открыл памятник первый секретарь Обкома КПСС А. И. Шибаев. На площади Революции (Театральной площади) состоялся многолюдный митинг с участием руководителей партийных и советских органов области и города Саратова, старейших коммунистов, представителей рабочего класса, сельских тружеников, интеллигенции и гостей города. Среди них — автор памятника — Почётный гражданин города Саратова, Лауреат Ленинской и Государственной премий Александр Павлович Кибальников.

## Скульптурная часть памятника

Памятник Ленину (крупный план)

9-метровая величественная скульптура фигуры вождя, знакомый порыв обращающегося к народу Ленина. Левая рука прижата к груди, к сердцу, а палец правой направлен будто на каждого из нас. Этот непривычный жест придаёт своеобразие памятнику. Слова А. П. Кибальникова: «…больше всего тебе, художнику, хочется, чтобы все, кто увидит памятник Ильичу, забыли о бронзе, а видели Ленина живого, и не только видели, но и слышали его». Ленин с высокого пьедестала обращается и к массам, и в то же время — к каждому. Скульптурный образ вождя, как живой человек, приветствует народ. А его жест указывает: идите вперёд, созидайте, стройте светлое будущие, а кто мешает этому — убирайте с дороги! (в землю их, в землю !) Этот жест и призывы Ленина актуальны во все времена — при любом общественно-политическом устройстве нашего государства.

## Архитектурная часть памятника
(включает в себя постамент, пьедестал, размещение и символическое расположение скульптуры в пространстве).
Ю. И. Менякин талантливо и с большой ответственностью выполнил эту работу. Монумент установлен на широкой слегка возвышенной прямоугольной площадке. Невысокий одноступенчатый постамент органично увязан с пьедесталом. Пьедестал ровной трапециевидной формы, слегка расширен к основанию, соразмерен скульптуре, облицован пластинами гранита коричневато-красных тонов. Направление линий, строгая простота и лаконичность пьедестала подчёркивают величие скульптуры, делает её более выразительной, идеально соответствует образу вождя мирового пролетариата — как человека скромного и целеустремлённого. Пьедестал как бы приподнимает и визуально облегчает внушительную 9-метровую скульптуру. Она как продолжение пьедестала, слита с ним воедино. На лицевой стороне пьедестала накладными выпуклыми буквами обозначено — ЛЕНИН.

## Из воспоминаний О. А. Менякиной
«Для оформления памятника Ленину Юрий Иванович лично ездил в Петрозаводск (Карелия) на Ириновский карьер, где велась промышленная разработка природного камня — гранит редкого коричневато-красного оттенка, и договорился о его поставке в Саратов». Для оформления постамента и пьедестала не случайно выбран именно этот материал. Его цветовая гамма соответствовала виду и оформлению фасада здания НИИ геологии, на фоне которого должен был установлен памятник.

## Символичность памятника
Размещение памятника глубоко символично для 70-80-х годов XX века. Он установлен на площади Революции. Но не в центре площади, где обычно устанавливают памятник, а на границе с проспектом имени В. И. Ленина — что сохранило её пространство. Фигура вождя обращена лицом к простору главной площади Саратова, на которой проходят праздничные демонстрации и митинги жителей города — Ленин приветствует народ. За спиной скульптуры — линия проспекта имени В. И. Ленина, за ним — здание НИИ геологии: респектабельно строгий классический вид фасада в коричневато-красных тонах. На его фронтоне были выпукло изображены герб Советского Союза и знамёна (лепнина), по сторонам от них высечены лозунги. Справа — «Коммунизм начинается там, где появляется самоотверженная преодолевающая тяжёлый труд забота рядовых рабочих об увеличении производительности труда. В. И. Ленин». Слева — « Да здравствует коммунизм — светлое будущее всего человечества!» Крышу здания на фоне неба венчала конструкция — лозунг «ИМЯ И ДЕЛО ЛЕНИНА БУДУТ ЖИТЬ ВЕЧНО». Памятник по цветовой гамме и символике органично вписан в пространство площади на фоне всех зданий — выстроенных до 1970 года и в последующие годы. Как главный архитектор города, Ю. И. Менякин знал, что рядом со зданием НИИ геологии будет построено новое административное здание, где разместится Областной Исполнительный Комитет Советов народных депутатов (ныне в здании размещается Правительство Саратовской области). Торец этого здания украсит мозаичное панно, на котором изображены труженики страны: рабочие, сельчане, интеллигенция — своим самоотверженным и созидательным трудом создающие мощь и процветание государства. (Авторы проекта Здания Облисполкома на площади Революции — архитекторы Иванченко Ф. М. и Менякин Ю. И., сдано в эксплуатацию в период 25.03.1980 г. — 5.07.1983 г.)
Скульптурный памятник Ленина вёл за собой и указывал направление деятельности как Областного исполнительного органа власти, так и изображённых на панно граждан страны, призывая и обязывая их следовать заветам создателя Советского государства. Вблизи памятника высажены ели — как символ вечной жизни; высажены газоны.

## Памятник в наши дни
После преобразований 1990-х годов памятник В. И. Ленину утратил былое символическое значение. Изменены названия площадей и улиц: площадь Революции — Театральная, Проспект имени В. И. Ленина — улица Московская. На фронтоне здания НИИ уничтожены изображения символов и лозунгов СССР. Уникальное по масштабу и художественному исполнению мозаичное панно на торце здания Правительства области скрыто от горожан огромной рекламной растяжкой. Однако архитектурное пространство и ансамбль зданий вокруг главной площади города почти не изменился. Поэтому памятник В. И. Ленину и поныне не выглядит лишним и чужеродным. Он является достопримечательностью Саратова, историческим памятником эпохи социализма в СССР и наглядным примером высокопрофессионального мастерства скульпторов и архитекторов того времени.
В XXI веке во властных структурах России наметилась тенденция на демонизацию Октябрьской революции и некоторые чиновники начали высказывать идеи по сносу памятников Ленина в стране. Так в 2013 году депутаты Саратовской городской думы от «Единой России» Александр Ванцов и Виктор Марков заявили, что памятник надо убрать, однако побоялись общественного возмущения чтобы это осуществить.